# Graincourt-lès-Havrincourt
Graincourt-lès-Havrincourt – miejscowość i gmina we Francji, w regionie Hauts-de-France, w departamencie Pas-de-Calais.
Według danych na rok 1990 gminę zamieszkiwało 611 osób, a gęstość zaludnienia wynosiła 53 osób/km² (wśród 1549 gmin regionu Nord-Pas-de-Calais Graincourt-lès-Havrincourt plasuje się na 713. miejscu pod względem liczby ludności, natomiast pod względem powierzchni na miejscu 247.).